# 4-4-2

Podstawowy schemat ustawienia 4-4-2 z podpisami w języku angielskim; kolorem czerwonym zaznaczeni są napastnicy, kolor żółty oznacza tu pomocników, na niebiesko występują obrońcy, bramkarz zaznaczony jest kolorem szarym

4-4-2 (inaczej 1-4-4-2) – ustawienie taktyczne w piłce nożnej. Zgodnie z tym ustawieniem na boisku oprócz bramkarza jest czterech obrońców, czterech pomocników, i dwóch napastników. Jest to jedno z podstawowych ustawień, szczególną popularność zdobyło w latach 90.
Ustawienie 4-4-2 ma na celu zapewnienie balansu między liczbą zawodników w obronie i ataku. W ustawieniu tym poszczególne strefy boiska są lepiej pokryte, niż w ustawieniu 3-5-2. Pozwala także na lepsze wykorzystanie bocznych stref boiska do przeprowadzania ataków. Za wadę tego ustawienia uznawana jest z kolei stosunkowa mała wymienność pozycji, w związku z czym można zaobserwować odchodzenie od tej taktyki w stronę ustawień z jednym (4-5-1) lub trójką napastników (4-3-3).
Początkowo system 4-4-2 stosowany był z tzw. ostatnim stoperem i forstoperem. W latach 80. zaczęło dominować ustawienie z dwójką środkowych obrońców w jednej linii. Pod pojęciem 4-4-2 można zawrzeć wiele rozwiązań ustawienia graczy. Oprócz podstawowego, płaskiego 4-4-2, gdzie pomocnicy są ustawieni w jednej linii, można wyróżnić między innymi ustawienie pomocników w romb (4-1-2-1-2) lub w kwadrat (4-2-2-2).